# Zum Studium der Taktik

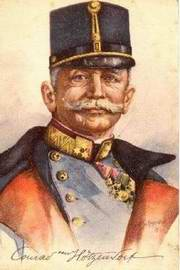
Franz Conrad von Hötzendorf

Zum Studium der Taktik ist eine zweibändige militärtheoretische Schrift. Verfasst wurde sie von Franz Conrad von Hötzendorf, dem Chef des Generalstabes für die gesamte bewaffnete Macht von Österreich-Ungarn. Der erste Band Einleitung und Infanterie erschien 1898, der zweite Band  Artillerie, Cavallerie, vom Gefecht 1899. Das Werk beruht auf einer Auswertung der Werke von Carl von Clausewitz, Helmuth von Moltke sowie den gemachten Erfahrungen aus dem Deutsch-Französischen Krieg und empfiehlt eine offensive Angriffstaktik. Conrad erlangte durch sie ein hohes Renommee und begründete seinen Ruf als innovativer Taktiker. Die Schrift galt als Bibel der Streitkräfte von Österreich-Ungarn und wurde auch im Ausland äußerst positiv aufgenommen. Die Anwendung der offensiven Taktik führte in den ersten Kriegsjahren des Ersten Weltkrieges zu hohen Verlusten, da die Entwicklung in der Waffentechnik eine völlig andere Ausgangslage geschaffen hatte.

## Hintergrund und Inhalt
Im Jahr 1888 wurde Conrad Lehrer für Taktik an der k.u.k. Kriegsschule. In dieser Zeit prägte er eine ganze Generation von Offizieren, die ihm auch über Jahre ergeben waren. Conrads Werk enthielt praktische Übungen, appellierte an den Offensivgeist der Truppe und vermied schematische Übungen. Der Verzicht auf unnötigen Drill und eine praxisnahe Ausbildung waren Gesichtspunkte, die vorher wenig in der militärischen Ausbildung vorgekommen waren. Ähnlich wie bei der preußischen Auftragstaktik sollten die jeweiligen Kräfte vor Ort Entscheidungen treffen können, die Befehlstaktik lehnte Conrad ab.
Kennzeichnend für Conrads Auffassung wurde der „Aktivismus“, worunter er angriffsfreudige Entschlusskraft, zielbewussten Tatendrang und unbeugsamen Willen verstand. So warnte er etwa vor dem Einsatz des Feldspatens, da die übermäßige Verwendung des Spatens zu einer Tendenz zum Eingraben führen würde, die den Offensivgeist einer Armee schwächen würden. Diese Analysen deckten sich mit Erkenntnissen von Charles Ardant du Picq, der festgestellt hatte, dass im Deutsch-Französischen Krieg von 1870–1871 die unbändig angreifende Armee deutlich geringere Verluste hatte als die sich zurückziehenden Truppen. So habe die französische Armee immer dann die größten Verluste gehabt, wenn sie sich zurückziehen musste, da ein Rückzug häufig zu Chaos und völliger Schutzlosigkeit geführt hatte.
Obwohl der Russisch-Japanische Krieg im Jahre 1904 gezeigt hatte, dass durch die Entwicklung der Artillerie und den Einsatz von Maschinengewehren eine bedingungslose Offensive zu hohen Opfern führt, wurde keine Anpassung vorgenommen. Als Kritiker tat sich Maximilian Csicserics von Bacsány hervor, konnte sich aber nicht durchsetzen. Theodor von Zeynek berichtete, dass ab 1906 mit Conrads Ernennung zum Chef des Generalstabs die Doktrin der offensiven Vorausverteidigung vorherrschend wurde. Sie resultierte aus der Annahme, dass man zahlenmäßig in einem Krieg mit Russland und weiteren Gegnern unterlegen sei. Daher sei eine reine Verteidigungsstrategie sinnlos. Hierzu berief man sich auf eine Kriegsmaxime von Napoleon (Vitesse et activité).
Conrad war keineswegs eine Ausnahme im internationalen Kontext, so gab es diverse Anhänger sehr ähnlicher Offensivtaktiken, wie etwa Ferdinand Foch, Douglas Haig, 1. Earl Haig oder auch Luigi Cadorna.

## Weiteres
Conrad beschuldigte William Balck, in dessen 1897 erschienenem Werk Taktik Teile seines Buches ohne Angabe kopiert zu haben.

## Werke
- Zum Studium der Taktik, 2 Bde., Wien 1891
  - Band 1: I. Theil: Einleitung und Infanterie, Wien 1891 (hvd.32044080697618)
  - Band 2: II. Theil: Artillerie – Cavallerie – vom Gefecht – Sicherungs- und Aufklärungsdienst, Wien 1891 (hvd.32044089253306)